# Amfibrachys
Amfibrachys eller amfibrack är en versfot bestående av tre stavelser i följden obetonad, betonad, obetonad (U — U). Amfibrachis motsvarar betoningsförhållandet i många svenska fraser och ord, ex:
U — U | U — U | U — U | U — U
Brodsky skriver om amfibracken: ”Hos amfibracken … finns en monotoni. Den tar bort accenterna. Skalar bort patetiken. Det är en neutral meter … Berättande. Och den berättar om inte med olust så åtminstone med en viss tillfredsställelse om händelseförloppet. I denna meter finns en intonation som förefaller mig vidlåda tiden som sådan.” 